# Círculo de Bellas Artes

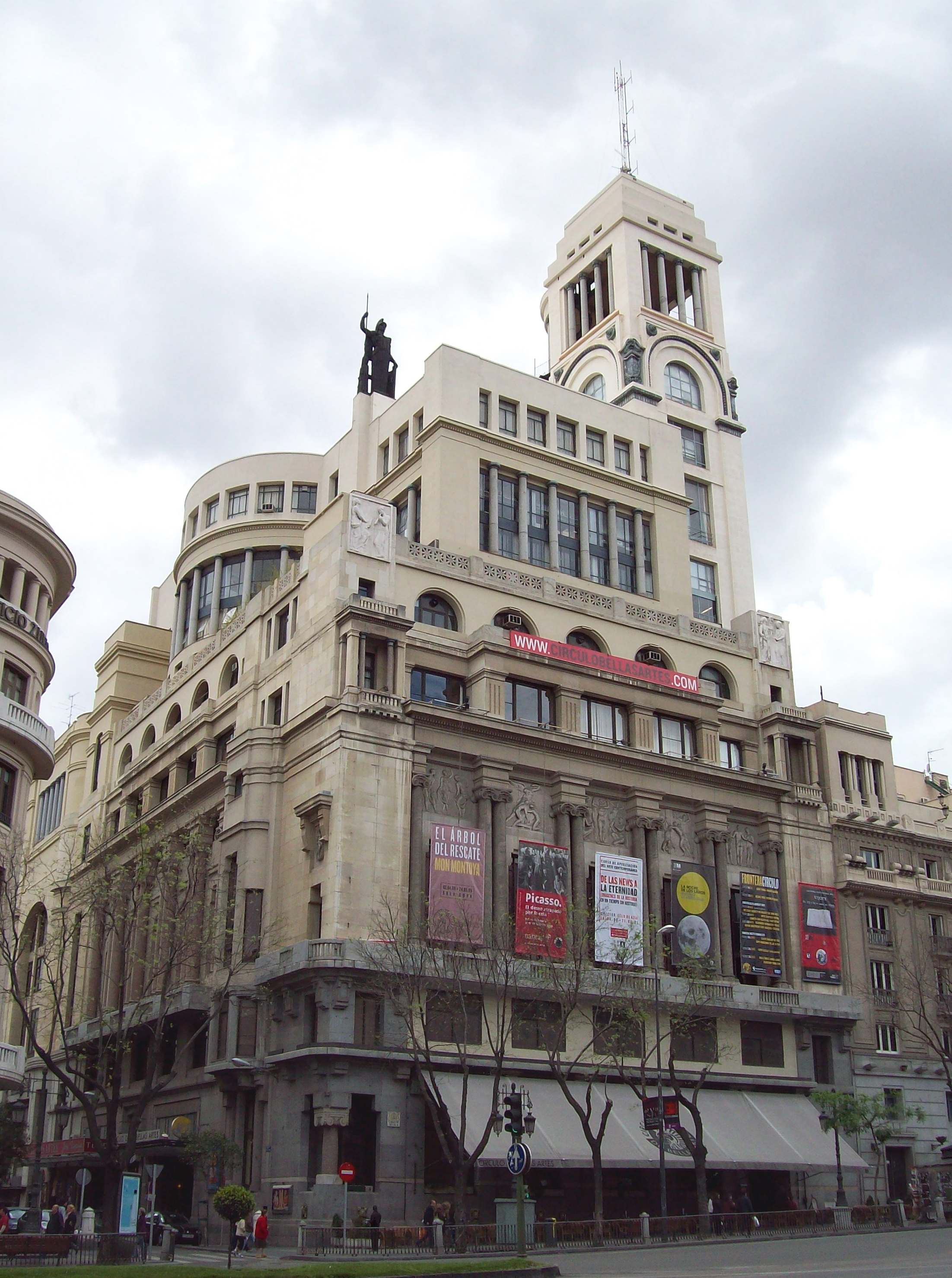
Círculo de Bellas Artes (Madrid) 06

O Círculo de Bellas Artes é um centro cultural situado na cidade de Madrid, Espanha, mais propriamente na calla de Alcalá.
O arquiteto português Siza Vieira recebeu a Medalha de Ouro desta instituição em 1998.
Em 2005 este centro distinguiu o realizador português Manoel de Oliveira com a Medalha de Ouro.
Em inícios 2015 esteve patente neste espaço a série inédita O Pequeno Mundo do fotógrafo português Jorge Molder.